# Ağaşirinoba
Ağaşirinoba è un comune dell'Azerbaigian situato nel distretto di Xaçmaz. Conta una popolazione di 1 541 abitanti.